# I Lay My Love on You
I Lay My Love on You – czwarty singel irlandzkiego zespołu Westlife, pochodzący z drugiego studyjnego albumu pt. Coast to Coast. Piosenka została napisana przez Jörgena Elofssona a wyprodukowana przez Per Magnusson. I Lay My Love on You został wydany w wielu częściach świata, w tym Australii, Azji, oraz w Europie - jednak nie wydano go w Wielkiej Brytanii i Irlandii, mimo że został uznany za bardzo popularny utwór. Singel dotarł do #1 miejsca MTV Asia Hitlist.

## Track lista
1. I Lay My Love On You (Single Remix) - 3:29
2. Dreams Come True - 3:07
3. My Love (Radio Edit) - 3:52
4. Nothing Is Impossible - 3:15

## Listy przebojów
| Kraj              | Najwyższa pozycja |
| ----------------- | ----------------- |
| Australia         | 29                |
| Austria           | 23                |
| Belgia (Flandria) | 35                |
| Holandia          | 12                |
| Niemcy            | 50                |
| Nowa Zelandia     | 24                |
| Norwegia          | 16                |
| Szwecja           | 10                |
| Szwajcaria        | 39                |